# Helicopsyche demodoce
Helicopsyche demodoce is een schietmot uit de familie Helicopsychidae. De soort komt voor in het Oriëntaals gebied.